# Lygdamis indicus
Lygdamis indicus är en ringmaskart som beskrevs av Johan Gustaf Hjalmar Kinberg 1866. Lygdamis indicus ingår i släktet Lygdamis och familjen Sabellariidae. Inga underarter finns listade i Catalogue of Life.